# Didier Opertti Badan
Didier Opertti Badán, né en 1937, est un avocat, homme politique et diplomate de l'Uruguay. Il a été ministre des affaires étrangères de l'Uruguay et président de l'Assemblée générale des Nations unies. Il est membre du Parti Colorado.

## Biographie
Didier Opertti a obtenu son diplôme d'avocat à l'Université de la République en 1960. Au cours de la première présidence de Julio María Sanguinetti (1985-1990), il a été le Secrétaire de la Commission Argentine-Uruguay chargée d'étudier la question de la construction du pont entre Buenos Aires et Colonia. À la même époque, il fut le directeur de la Direction des affaires juridiques (Consultoría Jurídico-Diplomática del Ministerio de Relaciones Exteriores, en espagnol) du ministère des Affaires étrangères de l'Uruguay.
Entre 1988 et 1992 il fut le délégué de l'Uruguay auprès de la Convention inter-américaine sur le contrôle de l'usage de la drogue (Convención Interamericana para el Control del Abuso de Drogas (CICAD), en espagnol) et, de 1988 à 1993, ambassadeur de l'Uruguay à l'Organisation des États américains (OEA) à Washington. En parallèle, il a exercé comme professeur à l'Université. En 1995, il a été nommé au poste de professeur de droit international privé à la faculté de droit de l'Université de la République.
Lors du seconde présidence de Sanguinetti, (1995-2000), il fut ministre de l'Intérieur de l'Uruguay entre 1995 y 1998. En 1998, il a été nommé au poste de ministre des relations extérieures, fonction qu'il a gardé sous la présidence de Jorge Batlle jusqu’en mars 2005. Entre 1998 et 1999, il a exercé les fonctions de président de l'Assemblée générale des Nations unies (53e session). Entre 2005 et mars 2008, il est devenu le Secrétaire général de l'Association latino-américaine d’intégration, l'ALADI. Il a été remplacé par son compatriote Bernardino Hugo Saguier Caballero.